# Carl Wilhelm Tölcke
Carl Wilhelm Tölcke (Eslohe, 31 maggio 1817 – Dortmund, 30 novembre 1893) è stato un politico tedesco.
È considerato il padre della socialdemocrazia in Vestfalia ed è stato presidente dell'Associazione generale dei Lavoratori tedeschi (Allgemeiner Deutscher Arbeiterverein).

## Biografia

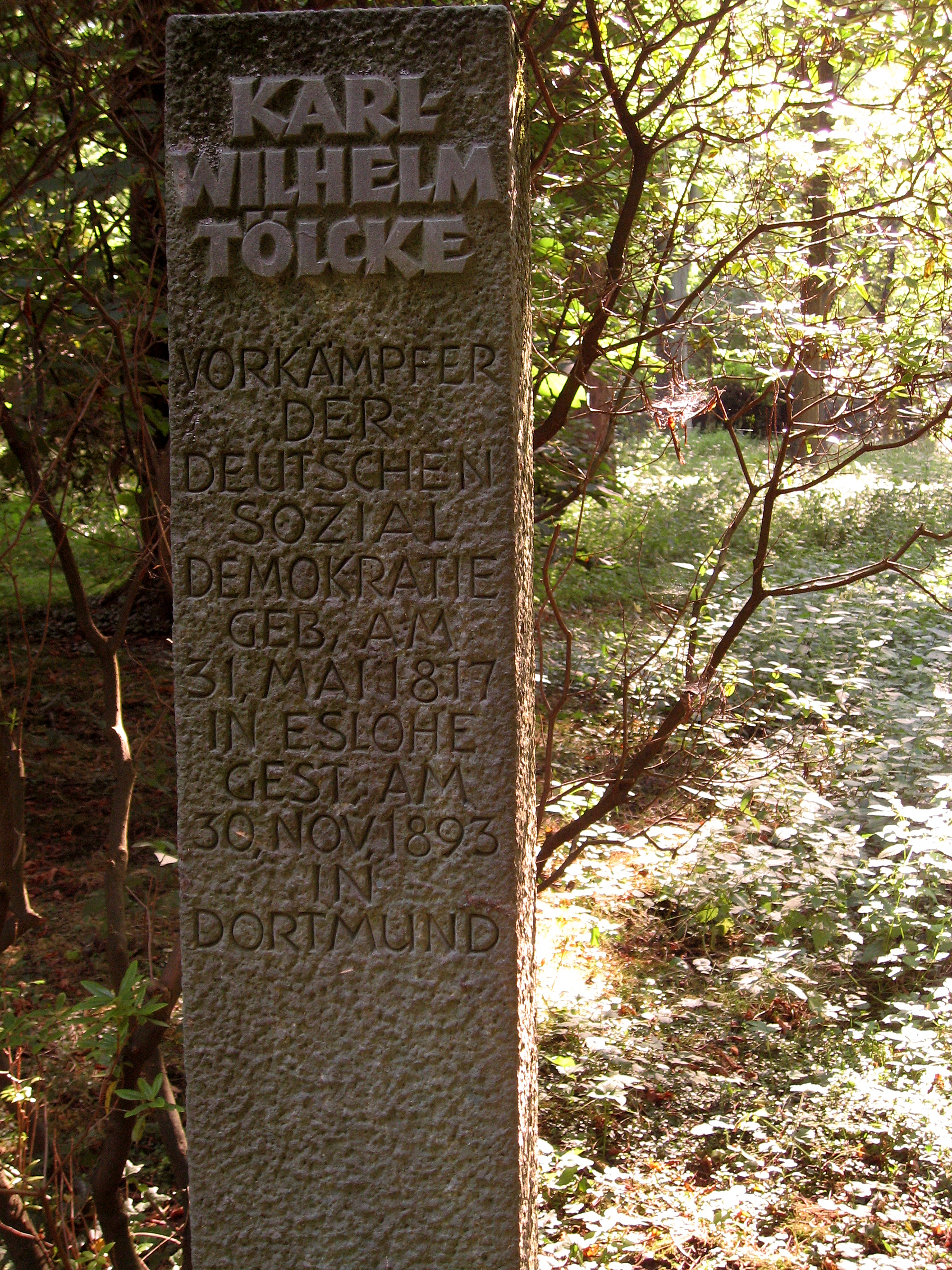
Un memoriale a Dortmund

Carl Wilhelm Tölcke, una volta terminati gli studi di formazione primaria presso la città natia, trova lavoro come impiegato presso la sede del tribunale di Eslohe nel 1832. Dopo dodici anni, si trasferisce ad Altena per lavorare nel tribunale locale in qualità di tesoriere e segretario, per poi essere promosso a direttore d'ufficio. Con lo scoppio della rivoluzione del 1848-1849, Tölcke si dedica a organizzare le proteste. Nel 1848, viene ricercato per abbandono del servizio e appropriazione indebita. Arrestato dalla polizia l'anno seguente, viene imprigionato sino a maggio del 1850. Una volta libero, si trasferisce a Iserlohn dove lavora nel mondo del commercio e inizia la propria attività politica. In un primo momento, aderisce al movimento liberale, per poi trovare la propria collocazione nell'Allgemeiner Deutscher Arbeiterverein. Ne diventa una delle figure di spicco in Vestfalia divenendone il presidente nel 1866, per poi essere nominato vicepresidente nel 1868 e, dopo due anni, segretario.